# Мамы 3
«Ма́мы 3» — российский фильм-альманах 2014 года, снятый под руководством кинокомпании Enjoy Movies. Является продолжением фильма «С новым годом, мамы!».
Фильм вышел в прокат 25 декабря 2014 года.

## Сюжет
Три незнакомые друг другу женщины и двое мужчин летят в Прагу под новый год, но самолёт совершает аварийную посадку в маленьком городке в Польше, у местных жителей которого не принято встречать Новый Год. Тем не менее герои фильма решают встретить его как обычно, и за несколько часов до 12 организуют себе праздник: с ёлкой, Дедом Морозом, салатом оливье, смотрят «Иронию судьбы» и танцуют под российскую попсу, и даже на бутылку «Moët & Chandon» клеят этикетку «Советское шампанское».

## Выход фильма
Фильм вышел на экраны 25 декабря 2014 года и в последнем уикенде 2014 года с 25 по 28 декабря занял третье место в таблице кассовых сборов отечественного проката.

### Запрет картины на Украине
Новогоднюю семейную комедию «Мамы-3» запретили к прокату на территории Украины, передаёт РИА Новости со ссылкой на пресс-релиз компании Enjoy Movies.
Украинская экспертная комиссия посчитала, что фильм нельзя показывать украинским зрителям, поскольку он демонстрирует «шовинизм русской нации».
«У нашей франшизы очень много зрителей на Украине, а этот запрет, увы, не позволит им увидеть финальную часть, что я считаю неправильным. Это добрая новогодняя история, не имеющая никакого „шовинистического“ контекста. Нам искренне жаль, что украинские зрители лишаются возможности её увидеть по политическим мотивам», — прокомментировал продюсер и режиссёр фильма «Мамы-3» Георгий Малков.

## Критика
Евгений Ухов, «Film.ru»:

Нельзя так говорить, но мамы приказали долго жить. Не конкретные и не буквально, но экранные совершенно точно отдали кинематографическому богу свою внутрикадровую душу. RIP. Некогда оригинальное, трогательное, взбудоражившее зрителя кино к третьему фильму полностью утратило блеск, свежесть и лишилось остатка ума. Нет повести печальнее на свете. При всей нашей любви к продукции компании Enjoy Movies вынуждены признать, что катастрофическое пике «Мам» заставляет содрогнуться — за два года от былого шика не осталось ничего.

Дарья Лошакова, «Weburg»:

И дело даже не в «деревянном» актёрском кастинге, не в высосанной из пальца истории, не в физически осязаемом желании создателей «тупо срубить бабла» и не в просто обезоруживающей сентиментальности сего «произведения» (наивнее детской сказки, ей-богу!), а в том, что «Мамы 3», как и большинство аналогичных российских якобы народных комедий, — это просто очень плохо снятое зрительское шоу, нажимающее на кнопки некоторых чувств и не более того. <…> Истории нет, диалоги слабые, актёрской игры никакой, юмора кот наплакал, моментов, в которые можно хоть чуть-чуть почувствовать новогоднее настроение или хоть как-то прочувствовать мелодраматические нотки, пара на полуторачасовой хронометраж. Да, можно сказать, что к триквелу создатели «Мам» повернули в сторону российско-европейских отношений, но, кажется, позитив по этому поводу уже почти год как неактуален. По словам создателей, «Мамы 3» — последняя часть киноальманаха. А вот этому троекратное ура!

Вера Алёнушкина, «Новости кино»:

Несмотря на откровенную «слезливость» некоторых новелл, предыдущие «Мамы» всё же были комедией. А вот «Мамы 3» уже стопроцентная мелодрама, и, несмотря на присутствие Харламова, смеховые моменты отсутствуют совершенно. С праздничным настроением тоже беда: оно есть немного в самом начале (русский аэропорт) и пять минут в конце, когда герои таки устраивают обещанный в трейлере «расколбас». <…> Да, кстати, продюсеры уверяют, что «Мамы 3» последние и других не будет. Гм… Почему я совсем не плачу по этому поводу, вы не в курсе?

Максим Шилиманов, «UralWeb»:

…актёры с самого первого кадра поражают своим пренебрежительным отношением к фильму. Меньше всего это похоже на главный новогодний фильм, скорее поздравительное видео, снятое для корпоратива какой-то маленькой российской компании… причём снятое собственно во время корпоратива. Как уже сказано ранее, неплохо на общем фоне выглядел Гарик Харламов, всем остальным должно быть стыдно за такую непрофессиональную игру. <…> …фильм лишь эксплуатирует самые банальные образы, характерные новогодним комедиям и делает это по-дурацки, иначе не скажешь. Выделить что-то одно нельзя, всё одинаково плохо. Несуразно, несмешно и не по-новогоднему.